# Espectroscopia Mössbauer
Em espectroscopia, a técnica de espectroscopia de Mössbauer consiste no uso do efeito Mössbauer na identificação de espécies químicas usando radiação gama. Na sua forma mais usada, a espectroscopia Mössbauer de absorção, uma amostra sólida é exposta a radiação gama, e um detector mede a intensidade da radiação transmitida através da amostra. A energia da radiação gama é variada variando a aceleração da fonte de radiação com um motor linear. O movimento relativo entre a fonte e a amostra resulta num desvio energético devido ao efeito Doppler.

## Princípio básico
Assim como uma arma recua quando uma bala é disparada, conservação do momento requer um núcleo livre (por exemplo, em um gás) para o recuo durante a emissão ou absorção de raios gama. Se um núcleo em repouso emite um raio gama, a energia do raio gama é um pouco menor do que a energia natural da transição, mas para que um núcleo em repouso para absorva raios gama, a energia do raio gama deve ser ligeiramente maior do que a energia natural, pois em ambos os casos, a energia é perdida para o recuo. Isto significa que a ressonância magnética nuclear (emissão e absorção do raio gama mesmo) é observável com núcleos livres, porque a mudança de energia é muito grande e a emissão de espectros de absorção e não têm uma sobreposição significativa.
Núcleos em forma de cristal sólido, no entanto, não são livres para recuo, porque eles são ligados no lugar na estrutura de cristal. Quando um núcleo na forma de um sólido emite ou absorve um raio gama, um pouco de energia pode ainda ser perdida como energia de recuo, mas, neste caso, ocorre sempre em pacotes discretos chamados Fônons. Qualquer número inteiro de fônons pode ser emitido, incluindo zero, o que é conhecido como um "recuo-livre". Neste caso, a conservação da quantidade de movimento é satisfeita pela dinâmica do cristal como um todo, de modo que praticamente nenhuma energia é perdida.
Mössbauer descobriu que uma fração significativa de emissão e de absorção de eventos terá recuo livre, o qual é quantificado utilizando o Fator Lamb-Mössbauer.